# El Crucero, Pueblo Viejo
El Crucero är en ort i Mexiko.   Den ligger i kommunen Pueblo Viejo och delstaten Veracruz, i den östra delen av landet, 300 km norr om huvudstaden Mexico City. El Crucero ligger 9 meter över havet och antalet invånare är 657.
Terrängen runt El Crucero är platt. Havet är nära El Crucero åt sydost. Runt El Crucero är det ganska tätbefolkat, med 199 invånare per kvadratkilometer. Närmaste större samhälle är Tampico, 13,9 km nordost om El Crucero. 